# ホリプロの人物一覧
ホリプロの人物一覧（ホリプロのじんぶついちらん）は、芸能事務所・ホリプロやその関連事務所に所属およびかつて所属していた芸能人などの人物記事一覧。ただし、ホリ・エージェンシーやホリプロインターナショナルなど、グループ子会社所属者については各社の単独項目を参照。

## 役員
- 堀義貴 - 代表取締役社長
- 堀威夫 - ファウンダー最高顧問
- 小田信吾 - 最高顧問

## 所属タレント

### 女性タレント
| - 愛華みれ - 愛原実花 - 東ちづる - 足立梨花 - あべこ - 綾瀬はるか - 安蘭けい - 有馬稲子 - 安藤和津 - 石田晴香（元AKB48） - 石橋杏奈 - 石原さとみ - 板野友美（元AKB48） - 伊藤かずえ - 井上咲楽 - 井村空美 - 井森美幸 - 入来茉里 - 上田亜希子 - 上原りさ - うつだあずみ - 大沢逸美 - 大島麻衣（元AKB48） - 大野いと - 岡部麟（元AKB48） - 岡まゆみ - 丘みつ子 - 温泉はずき | - 河西智美（元AKB48） - 香椎由宇 - 片平なぎさ - 香音 - 神原麻由 - カン・ハンナ - 木南晴夏 - 木下彩音 - 吉柳咲良 - 栗田よう子 - 久保田磨希 - 香寿たつき - 小南満佑子 - 今陽子 | - 斎藤恭代 - 斎藤陽子 - 酒井彩名 - 榊原郁恵 - 櫻井音乃 - 桜田聖子 - 笹本玲奈 - 佐竹桃華 - 佐津川愛美 - 佐藤仁美 - 佐野ひなこ - 沢口愛華 - SHEILA - 白羽ゆり - 鈴原すず - 関水渚 - 染谷有香 - 園田あいか |

| - 高橋ひとみ - 高畑充希 - 床嶋佳子 - 戸田菜穂 | - 永島聖羅（元乃木坂46） - 中田喜子 - 中別府葵 - 中村メイコ - 渚あき - 新山千春 - 新田さちか - 野田久美子 | - はいだしょうこ - ハシヤスメ・アツコ（元BiSH） - 濱岸ひより（元日向坂46） - 濱田万葉 - 濱田めぐみ - 春香クリスティーン - 比企理恵 - 日野麻衣 - 平山あや - 深田恭子 - 藤田朋子 - ベック |

| - 前川美奈 - 松あきら - 松澤千晶 - 真波まお - 馬渕英俚可 - 真凛 - 三浦理奈 - 水崎綾女 - 実咲凜音 - 宮崎美穂（元AKB48） - 宮崎美子 - 宮澤佐江（元AKB48など） - 美山加恋 - 森下まい | - 安田聖愛 - 山内鈴蘭（元AKB48→元SKE48） - 山崎エリイ - 山﨑玲奈 - 山瀬まみ - 山根千佳 - 優香 - 優希美青 - 唯月ふうか - 友利恵 - ユンソナ | - 和田アキ子 |

### 男性タレント
| - 安崎求 - 阿部力 - 池田絢亮 - 池田鉄洋 - 井上祐貴 - 池松壮亮 - 石垣佑磨 - 石川禅 - 市村正親 - 上村侑 - 内田朝陽 - 大野拓朗 - 奥山寛 | - 鹿賀丈史 - 柿澤勇人 - 風間晋之介 - 川口力哉 - 河原さぶ - 北大路欣也（ホリプロブッキングエージェンシー業務提携） - 木村了 | - 白石隼也 - 須賀健太 - 鈴木一真 - 鈴木亮平 |

| - 田口浩正 - 竹内涼真 - 武田真治 - 田代万里生 - 丹波義隆 - チェン・ボーリン - 筒井康隆 - 妻夫木聡 - 鶴見辰吾 | - 中尾明慶 | - 坂東巳之助（ホリプロブッキングエージェンシー業務提携） - 平方元基 - 日向亘 - 福山康平 - 藤岡藤巻 - 藤原竜也 - 船越英一郎 - 古川雄輝 |

| - 前田公輝 - 松井誠 - 松永博史 - 松原剛志 - 松山ケンイチ | - 矢野聖人 - 山崎裕太 - 山田純大 - 吉田鋼太郎 - 吉村明宏 |  |

### お笑いタレント
| - アロアロ - 石井正則 - イジリー岡田 - 伊集院光 - イナギサイダー - イマニヤスヒサ - ウルトラオレンジ - 江戸むらさき（野村浩二、磯山良司） - オールドモンク（冨士田、榎本） - オキシジェン（三好博道、田中知史） - オレンジサンセット（岡田康太、下村達也） - かいわれ（市川太一、北村洋平） - 観音日和（築山弘知、工藤弘道） - ガルウィング（鈴木俊久、柴田嘉孝） - 河口こうへい - 橘井と小池（橘井優輝・小池将也） - KICK☆ - きつね（大津広次、淡路幸誠） - ケーリーハミルトン（上野秀昭、遠藤瞬） - 号泣（赤岡典明、島田秀平） - ザ・たっち（たくや、かずや） - さまぁ〜ず（三村マサカズ、大竹一樹） - さんだる（宗洸志、堀内将人） - シーランド（宇田川晃希、関谷迅市） - 磁石（佐々木優介、永沢たかし） - ジャッキーちゃん - スカイラブハリケーン（滝本友樹、桜井宗忠） - スピードワゴン（井戸田潤、小沢一敬） - そんぐば〜ど（鈴木颯人、今宮幸雄） - ダブルブッキング（川元文太、黒田俊幸） - 知念（屋嘉隆馬、しょーり） - つぶやきシロー - つぼます（大坪康之、益戸敏気） - ななめ45°（岡安章介、土谷隼人、下池輝明） - 成田優介 - X-GUN（西尾季隆、さがね正裕） - バナナマン（設楽統、日村勇紀） - パンプキンポテトフライ（谷拓哉、山名大貴） - ヒデヨシ（ゆうき、岡本知己） - プラント（村石友次、皆川真也） - ブランドアップ（軽部毅、西尾美恵） - ベティ（村上理、永尾宗大） - ホタテーズ（川口英之、後藤亮介） - ホリ - マギー直樹 - 魔族（サドヤマエス、マゾちゃん） - 真夜中クラシック（タケイユウスケ、高橋） - マンマミーヤ（川出周、トモ） - メッツ（笹山理、益田郁弥） - ライオンキッド（斎藤大樹、悉知政裕） - ランチランチ（藤崎賢嗣、海野孝太） - レオン（八木隆宜、石部朋大） | - アイドル鳥越（元HENHEN事変） - あだちあさみ - 桜花 - クワバタオハラ（くわばたりえ、小原正子） - 沙羅 (ものまねタレント) - たんぽぽ（川村エミコ、白鳥久美子） - 寅人 - パシンペロン（早房結香、岡野絵里） - 前田友理香 - まーな - メルヘン須長 - メロディーきみえ | - 戦慄のピーカブー（いしはらあゆむ、渋木プロテインおやじ） |

### 文化人・スポーツ選手
| - 赤松珠抄子 - 秋山博康 - 有村昆 - 飯星景子 - 岩井志麻子 - 宇月田麻裕 - 江川達也 - 大平貴之 - 大宅映子 - 奥薗壽子 - 木村好珠 - 金慶珠 - 栗本慎一郎 - 軍司貞則 - 鴻上尚史 - 高橋浩祐 - 中村メイコ - 西川史子 - 二宮清純 - パンツェッタ貴久子 - パンツェッタ・ジローラモ - ピーター・フランクル - 平野文 - 藤城清治 - 牧山純子 - 柳澤秀夫 - 湯浅卓 - 湯川れい子 - 湯山玲子 - リタ・ジェイ | - 岩瀬惠子（元フジテレビジョン） - 大坪千夏（同上） - 神谷文乃（元岡山放送） - 岸田雪子（元日本テレビ放送網報道記者） - 小島麻子 - 脊山麻理子（元日本テレビ放送網） - 千田正穂（元NHK。移籍当初1991年ごろまでテレビ朝日専属として出向） - 登坂淳一（元NHK） - 町亞聖（元日本テレビ放送網） - 松本ともこ（元エフエム東京） - 間宮優希 - 矢野みなみ（元岡山放送） |

| - 青柳愛 - 雨宮朋絵 - 荒井沙織 - 井口玲音 - 石井希和 - 井上真帆 - 海附雅美 - 小笠原愛 - 上遠野紗織 - 川口智美 - 川口満里奈 - 汾陽麻衣（元NHK鹿児島） - 久野知美 - 栗林さみ（元テレビ新潟放送網） - 栗原美季 - 小山愛理 - 小山真理 - 近藤淳子 - 佐伯桃子 - 貞包みゆき - 貞平麻衣子 - 佐藤弥生 - 佐藤友紀 - 柴田幸子 - 上路雪江 - 白戸ゆめの - 須賀由美子 - 大徳絵里 - 高橋茉奈 - 竹内香苗 - 竹中三佳 - 田添菜穂子 - 舘谷春香 - 田中御早希 - 棚橋麻衣 - 築山可奈 - 津田麻莉奈（元SDN48） - 天明麻衣子（元NHK仙台） - 中村直美 - 野口綾子 - 橋永晶子 - 藤田舞美 - 淵澤由樹 - 松尾翠 - 松澤千晶 - 松本真由美 - 真鍋杏奈 - 道岡桃子 - 宮崎瑠依 - 武藤乃子 - 安田美香 - 吉村民 - 米田やすみ（元東日本放送） - リアド慈英蘭 | - 新城幸也（現役サイクルロードレーサー） - 荒波翔（プロ野球指導者） - 伊藤剛臣（現役ラグビー選手） - 井上尚弥（現役プロボクサー /世界王者） - 井上拓真（現役プロボクサー /元東洋太平洋王者） - 稲本潤一（現役サッカー騎手） - 今村聖奈（現役競馬騎手） - 岩本勉 - 植竹希望（現役女子プロゴルファー） - 大谷翔平（現役プロ野球選手） - 大林素子（日本バレーボール協会広報委員） - 風間深志 - 川田将雅（現役競馬騎手） - 菊池雄星（現役プロ野球選手） - 北川博敏（プロ野球指導者） - 北別府学 - 越川優（現役バレーボール選手） - 島野愛友利（現役女子野球選手） - 高橋尚成 - 田口壮 - 武田修宏 - 建山義紀 - 永田あおい（現役女子プロゴルファー） - 檜木萌 - 桧山進次郎 - 福永祐一（調教師 /元競馬騎手） - 藤田菜七子（現役競馬騎手） - 宝城カイリ（現役女子プロレスラー） - 槙野智章（現役サッカー選手） - 松澤知加子 - 松平健太（現役卓球選手） - 丸山桂里奈 - 水内猛 - 宮下純一 - 宮本和知（プロ野球指導者） - 武藤俊憲（現役プロゴルファー） - 四元奈生美（現役卓球選手） - 米澤有（現役女子プロゴルファー） - 和田委世子（現役女子プロゴルファー） |

| - 安藤裕子 - 泉谷しげる（ホリプロブッキングエージェンシー業務提携） - オオゼキタク - キリンジ 堀込高樹 - 桑山哲也 - 小島麻子 - 茂森あゆみ - Shiho - sona - TOKU - ナノ - 南波志帆 - 藤原道山 - Fried Pride - 干場かなえ - マイナスターズ - 松浦有希 - みつき - tricot - RAM WIRE - 和田アキ子 - WATWING | - 亜紀 - 亜弓 - まゆみ - アラム - 安東夏子 - 桑村まり - 源崎トモエ - 紺田美幸 - 新宅薫 - 高安真以子 - 中野香織 - 長澤美月 - 新倉恵子 - ニカ - 野口秋乃 - 藤木美保 - みづ穂 - 宮本桃子 - YOU - Yun - 渡辺葉子 | - ASHER - 石井拓 - 石岡剛 - 瓜生昇 - 大石貴之 - 勝岡信幸 - 菊地賢太 - 木村公一 - 黒川幸一朗 - 惠介 - KENJOHN - 近藤誠人 - シン松井 - 関口圭二 - 瀬山修 - 武内大 - 唯文 - 忠麿 - ダニエル - CHARLY - 津端清司 - TOCO - 智寛 - 中臣竜也 - 長崎大 - 中沢昭泰 - 原靖 - HIROHITO - Feras - 藤本幹夫 - 坊野昂太郎 - Bobby - 前田寛之 - 宮脇雅朗 - 室伏秀幸 - 柳秀雄 - 湯谷治 - RYOHEI - RUITO - LUPIN - 和田大地 - 渡辺熱 |

### その他
- 南田裕介（マネージャーだがタモリ倶楽部に不定期出演していた）

## 以前所属していた人々

### 男性
| - 綾小路きみまろ - 荒木定虎 - 荒木汰久治 - 生島ヒロシ - 業務提携 - 池田貴族（在籍中に死去） - 池谷直樹 - 池谷幸雄 - 石塚義之（元アリtoキリギリス） - 石橋正次 - 市村龍 - 井上陽水 - 大石吾朗 - 大橋一三 - 岡田誠 - 尾関陸 | - 金田賢一 - 川村陽介 - 菊田大輔 - 岸尾だいすけ - 木下明水 - 工藤光一郎 - 工藤順一郎 - 黒部幸英 - 輿石有亮 | - 斉藤隆治 - さいねい龍二 - 阪本一樹 - 坂本優太 - 鷺巣詩郎 - 篠田拓馬 - SINSKE - 杉澤修一 - 杉山清貴 - 住友紀人 |

| - 大門正明 - 大地康雄 - 竹内寿 - 田中将大 - 千代將太 | - 中里尚雄 - 永田良輔 - 南條豊 | - 浜田省吾 - 林家三平 (2代目) - 春行 - 坂東三津五郎（ホリプロブッキングエージェンシー業務提携） - 広岡瞬 - 藤正樹 - 藤木孝 - 舟木一夫 |

| - 町田忍 - 松尾政寿 - 三浦浩一 - 溝口肇 - 緑川真 - 三波豊和 - 本山哲 - 森翼 | - 梁川トシヒロ - 吉田たかよし - 和田浩治（在籍中に死去） - 渡辺秀吉 |  |  |

### 女性
| - あいあい - 相沢友子 - 愛田悦子 - 茜音 - 秋本理央 - 朝倉あおい - 浅野彰子 - 浅田舞 - 芦名星（在籍中に死去） - 麻生りえ - アナスタシア・マルフォートラ - あびる優 - 荒井千里 - 荒木由美子 - 飯野めぐみ - 五十嵐恵 - 石川さゆり - 石田安奈（元SKE48） - 井田朱音 - 一宮里絵 - 伊藤美紀 - 糸永直美 - 稲田光穂 - 岩科麻由子 - 岩田華怜（元AKB48） - 上原さくら - 植松真美 - 臼井昭子 - 内田桂子 - 内田さゆり（元女優） - 内山奈月（元AKB48） - 内海和子 - 大竹佑季 - 大堀恵（元AKB48→元SDN48） - 大森玲子 - 丘みどり - おぎのかな - 荻野由佳（元NGT48） - 沖本富美代 - 沖本美智代 - 尾崎里奈 - 尾島知佳（元アイドリング!!!） - 御伽ねこむ - 小野忍（アナウンサー） - 小野ちづる | - 甲斐智枝美 - 替地桃子 - KAORI（元新音楽協会） - 柏木由紀子 - 柏木理佳 - かっすん（元チェリー☆パイ） - 神定まお - 亀山絵里子 - 唐沢美帆 - カリカナタ - 河上幸恵 - 栞菜智世 - 菊池あゆみ - キタキマユ - 木谷真美 - 木下奈緒子 - 久木田美弥 - 國重友美 - 久保陽香 - 窪田ミナ - くまきりあさ美（現・熊切あさ美） - 栗原沙也加 - 黒住祐子 - ルーシー・ケント - 輿夏実 - 小島瑠璃子 - 後藤郁（元アイドリング!!!） - 小林久美子（料理研究家） - 小林佳果 - 近藤あゆみ | - 坂井順子 - 榊原るみ - 佐藤すみれ（元AKB48、元SKE48） - 佐藤千亜妃 - 佐藤美希 - 実はる那 - 志乃 - 清水萌々子 - 純名りさ - 杉浦幸 - 鈴木砂羽 - 鈴木保奈美 - 清宮佑美 - 染井明希子 |

| - 代田ひかる（現・だいたひかる） - 高城樹衣 - 高橋絵美 - 高橋香代 - 高橋惠子 - 高良光莉 - 多岐川裕美 - 滝口ミラ（元アイドリング!!!5号） - 武田久美子 - 田代さやか（現・たしろさやか - 田中朝子 - 田中久美 - 田中美奈子 - 田中陽子 - 田村陽子 - クリステル・チアリ - ちぐさ - 千葉美加 - 中鉢明子 - 椿姫彩菜 - 寺田有希 - 籐子 - 戸田麻衣子 - 巴奎依 - 豊岡真澄 | - 長尾奈奈 - 長島瑞穂 - 中村麻美 - 中村まゆみ - 中村美貴 - 夏樹陽子 - 西田夏 - 西端さおり - 西村まゆ子 - 仁藤萌乃（元AKB48） - 仁藤優子 - 沼田靖子 - 能瀬慶子 - 野村恵里 - 野元愛（元アイドリング!!!） | - 羽生未来 - 羽田沙織 - 浜口順子 - 林知花 - 林紀恵 - 東亜優 - 広川ひかる - 福井未菜 - 福之上真友（現・麻由） - 藤真利子 - 藤沢かりん - 藤本綾 - フランク莉奈 - 古川小百合 - 別府彩 - ヘリョン - 細江真由子（現在は芸名を「みずき舞」に改名） - 堀あかり - 堀ちえみ - 堀越のり |

| - 前田つばさ - 前田真里 - MAKIKO - ますい志保 - 街田しおん - 松下恵 - 松本美佳里 - 松山桃子 - 真陽 - マリコ - 丸岡いずみ - 三田寺理紗（元しーくいーん） - 三谷晃代 - 美波 - 南梨央 - 宮内美澄 - 宮里久美 - 宮本裕子 - 向井亜紀 - 村上幸子（在籍中に死去） - 村松えり - 桃瀬美咲 - 森田涼花（元アイドリング!!!） - もりちえみ - 森知子 - 森昌子 - 森本望美 | - 谷澤恵里香（元アイドリング!!!） - 山内木の実 - 山口百恵 （1980年在籍中引退） - 山瀬功治 - 山田美保子 - 山田美緒 - Yuko - 優雅（ゆうや、台湾出身、1974年在籍） - ゆりん - 吉見茉保 | - RIO（ディスクジョッキー） - 呂美 |  |

### グループ
| - RCサクセション - 忌野清志郎 - オックス - 野口ひでと（後に「真木ひでと」に改名） - 夏夕介（旧芸名：田浦ユキ） - ザ・サベージ - 寺尾聰 - ザ・スパイダース - 堺正章 - 井上順 - 田邊昭知 - かまやつひろし - 大野克夫 - 井上堯之 - 加藤充 - ザ・モップス - 鈴木ヒロミツ（解散後もホリプロに残留したが、在籍中に死去） - 星勝（現・音楽プロデューサー） - MASCHERA - MoGa - Clacks - jaja - KAMUI | - アビリティモンキー（永井塁、後藤亮介） - あぶらとり紙（ボブ・サンチェ、石田ゆか） - アリtoキリギリス（石井正則、石塚義之） - UBU（永松しのぶ、のりまん松本） - えこえご（酒井善政、たお） - エセ姉妹（β、まどか） - 大湯みほ（元チェリーパイ、元アップルパイン） - ORIE - キッチンパーク（森瞳、佐橋映美） - キャラメルクラッチ（松田美帆子、足立麻美、上地春奈） - 金魚ばち（中村真弓、氏家裕子） - クルクルキューティクル（前田友理香、早房結香） - 小僧（野元慎吾、小野順平） - 胡喋蘭（エリ、あべこ） - コンツ（勝又誉文、永尾宗大） - ザ・アンモナイト（安達しほり、よしこさん） - 魚でF（須藤祐、及川裕也） - 坂道コロンブス（松丘慎吾、林伸行） - サンキュー手塚（在籍中は本名で活動していた。） - サンドウィッチマン（伊達みきお・富澤たけし） - 自転車こぐよ（ゆうき、あつし） - シューティング（かわのをとや・鞭馬文典） - 松竹梅（松みのる・梅村達也・竹田倫克） - ズドン - 底ぬけAIR-LINE（古坂和仁、小島忍、村島亮） - だぼぱん（高木優、竹田淳） - ダルメシアン（川口英之、平井奨） - チームスカンヂナビア - チョーダイ（須藤祐、富田鉄平） - D&D（原田大輔、浅田大介） - 天然超ズ脳（松本哲也、中原良） - トリコロール（梨花、風花、桜花） - 流れ星（ちゅうえい・瀧上伸一郎） - ハッピークローバー（町和也、磯山健太） - ベイビーベイビー - ピーカーブー（浜田龍治、小林伸夫） - ビーム（今仁靖久・吉野誠） - ピテカンバブー（佐野忠宏、西田征史） - ひるやすみ（安達しほり、鈴木久美子） - フォークダンス DE 成子坂（桶田敬太郎・村田渚） - フレンチトースターズ（原由人、半田晶也） - プロペラZ（キーボー君、岩沢たけし） - ほくろ38コ（田中沙綾香、岡野絵里） - 保健体育委員（岩田未来、金子真弓） - ポチョム・キン（松田美帆子、野澤恵美子 → 松田美帆子、寺門恵美） - ポプラ並木（青木史幸、及川裕也） - マイマイカブリ（五十嵐良一、高橋栄文） - まちだあきこ - まってん×まってん（ゆってん、まみりん） - メイミ - メグちゃん - メロディー（藤松希美枝、許田幸子） - メロンソーダ（林本啓祐、松本和也） - ロクジューサン（青木史幸、茂美貴史） - ロデオボンズ（伊里優介、齋藤政幸） - ロビンソン（河口こうへい、森山パンタ） |

### 海外（韓国）アーティスト
- イ・ナヨン
- ウォンビン
- Sugar
- チョ・ヒョンジェ
- ヤン・ドングン
- レイチェル・ハン

### その他
- 源孝志（映画監督・TVディレクター・演出家）
- 伊藤寿浩（TVディレクター・演出家）